# Karel Macura
Karel Macura (10. března 1920 Třinec – 23. února 1945 Severní moře v zálivu u ústí řeky Temže) byl český pilot 310. československé stíhací perutě.

## Život

### Před druhou světovou válkou
Karel Macura se narodil 10. března 1920 v Třinci. Započal studium na českém gymnáziu v Českém Těšíně, po záboru Těšínska Polskem v říjnu 1938 jej dokončil na gymnáziu ve Frýdku, kde v květnu 1939 i odmaturoval.

### Druhá světová válka
Po dokončení studií v květnu 1939 se Karel Macura vrátil za matkou do Třince, který byl pod nadvládou Polska. Zde pomáhal československým dobrovolníkům při přechodu hranic. Sám vstoupil do vznikající československé zahraniční jednotky 23. srpna 1939 v Malých Bronovicích u Krakova. Po pádu Polska v září 1939 padl do sovětské internace, během níž prošel několika tábory. Po propuštění 18. března 1941 se společně s dalšími přesunul do  Palestiny, kde se 28. března opět přihlásil ke službě v Československé armády v zahraničí. Dne 31. května 1941 byl zařazen do Československého pěšího praporu 11 – Východního a jako jeho příslušník se zúčastnil bojů u Tobruku. Po reorganizaci praporu na 200. československého lehkého protiletadlového pluku - východního, která proběhla k 21. květnu 1942, sloužil i v něm. Absolvoval kurz pro důstojníky pěchoty v záloze. Dne 21. října 1942 vstoupil do letectva a byl přesunut do Spojeného království, kde byl 2. ledna 1943 přijat do Royal Air Force. Pilotní a operační výcvik absolvoval mj. v Kanadě a ukončil 9. prosince 1944, kdy byl jako bojový pilot zařazen k 310. československé stíhací peruti. Dne 23. února 1945 odstartoval ve stroji Supermarine Spitfire F Mk.IXC MA230 k přeletu z Manstonu v Kentu do Bradwellu on Sea v Essexu. Během něj pravděpodobně havaroval do vod zálivu u ústí řeky Temže. Jeho tělo nebylo nikdy nalezeno. Dosáhl hodnosti rotného aspiranta.

## Ocenění

### Vyznamenání
- Africká hvězda

### Posmrtná ocenění
- Karel Macura byl v in memoriam povýšen do hodnosti podplukovníka